# Secolul al XXX-lea î.Hr.
(Secolul al XXXIII-lea î.Hr. - Secolul al XXXII-lea î.Hr. - Secolul al XXXI-lea î.Hr. - Secolul al XXX-lea î.Hr. - Secolul al XXIX-lea î.Hr. - Secolul al XXVIII-lea î.Hr. - Secolul al XXVII-lea î.Hr. - Secolul al XXVI-lea î.Hr. - Secolul al XXV-lea î.Hr. - Secolul al XXIV-lea î.Hr. - Secolul al XXIII-lea î.Hr. - Secolul al XXII-lea î.Hr. - Secolul al XXI-lea î.Hr. - Secolul al XX-lea î.Hr. - Secolul al XIX-lea î.Hr. - Secolul al XVIII-lea î.Hr. - Secolul al XVII-lea î.Hr. - alte secole)
Secolul al  XXX-lea î.Hr. a durat din anul 3000 î.Hr. pana in anul 2901 î.Hr. S-a caracterizat prin intensificarea productiei agricole,  aparitia primelor centre urbane de putere, inflorirea culturii, dezvoltarea primelor sisteme de guvernamant.

## Evenimente

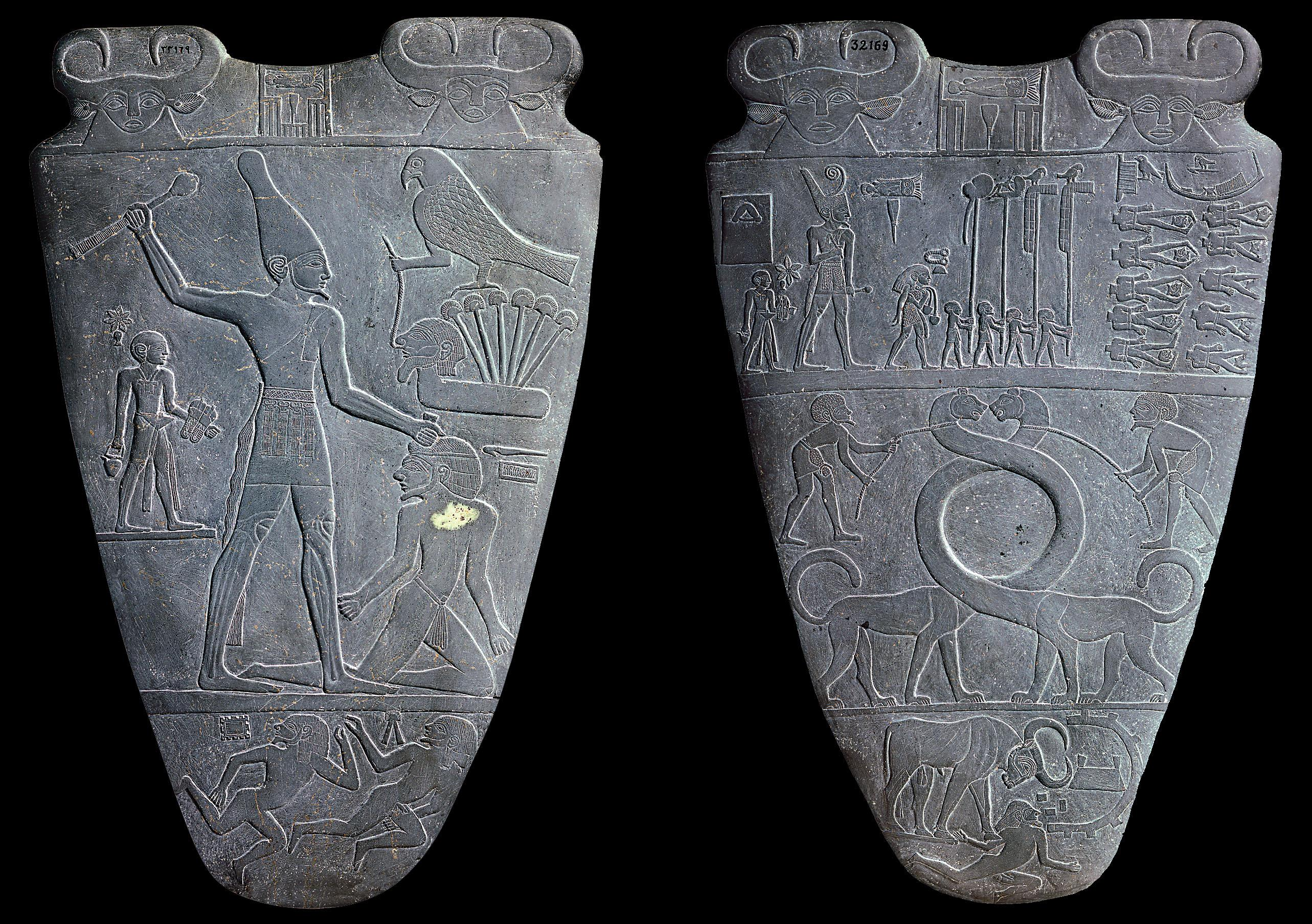
Paleta lui Narmer, primul faraon al Egiptului unificat si fondator al primei dinastii
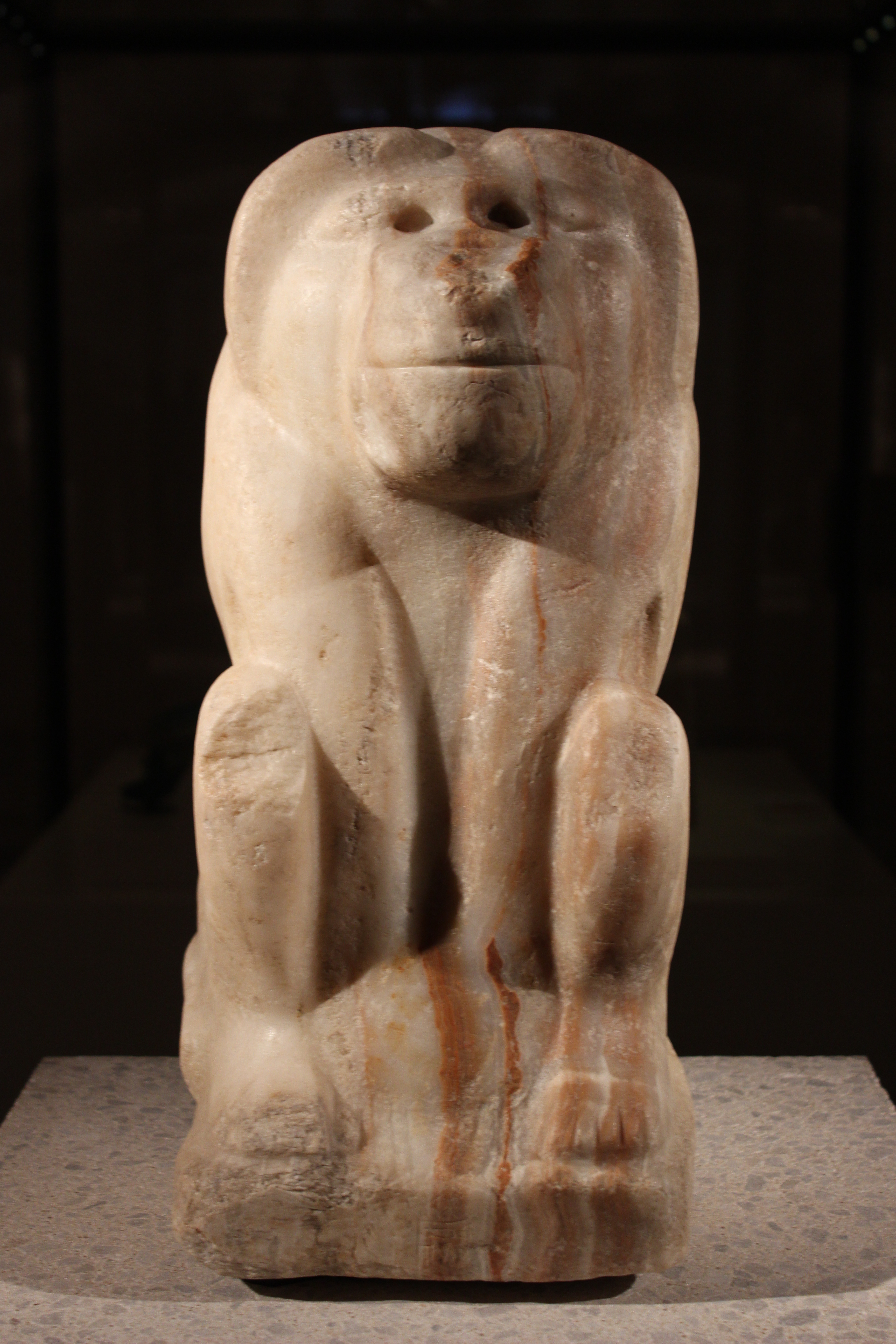
Statuia zeului babuin egiptean,  Hedj-Wr
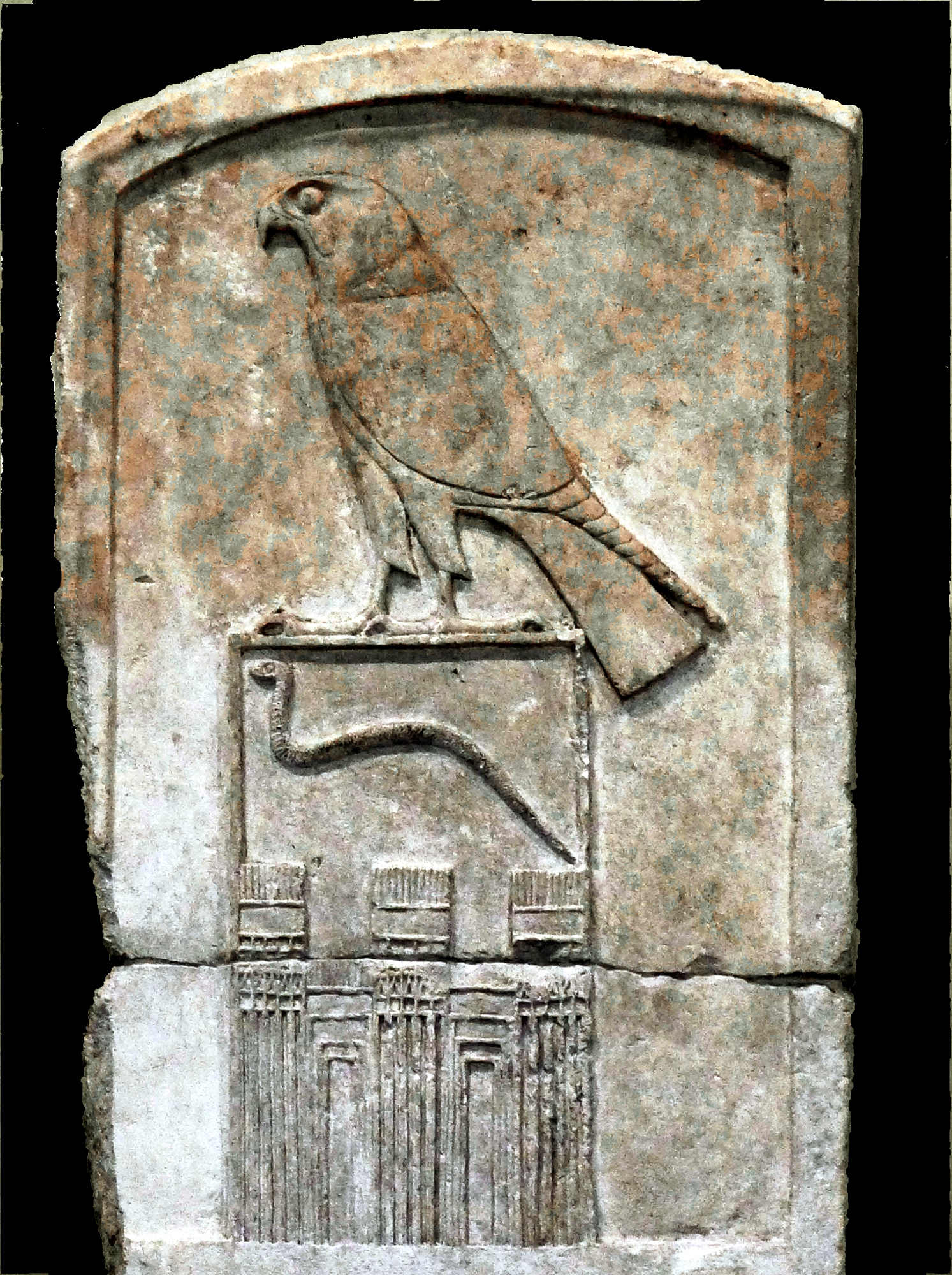
Stela faraonului-sarpe, Djet
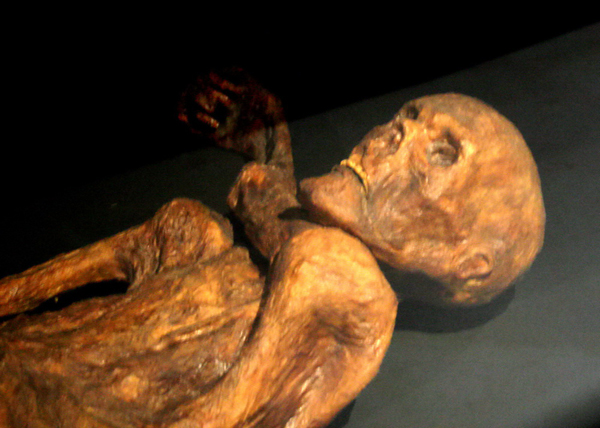
Trupul inghetat al lui Otzi
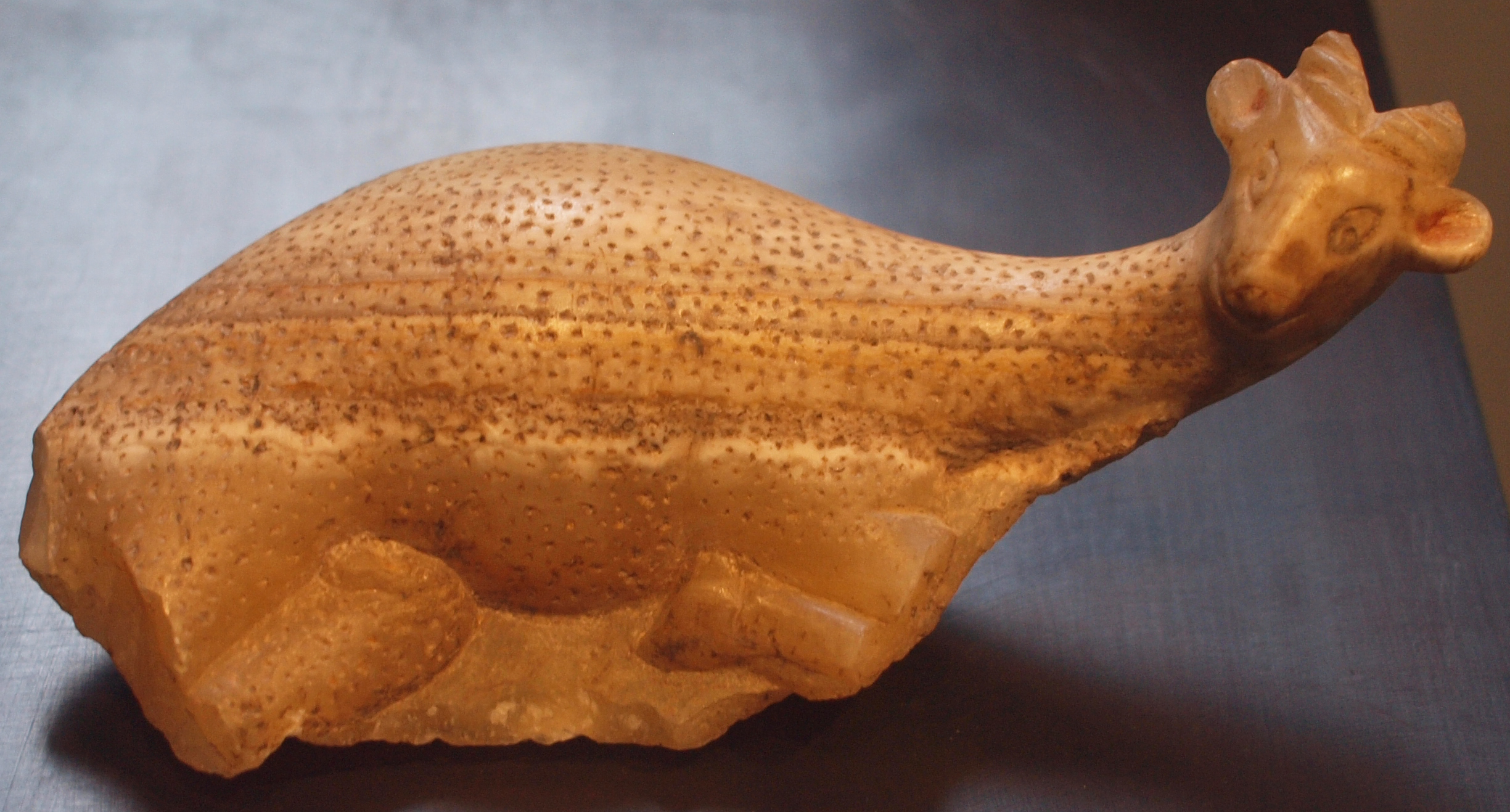
Figurina de gazela din Egipt
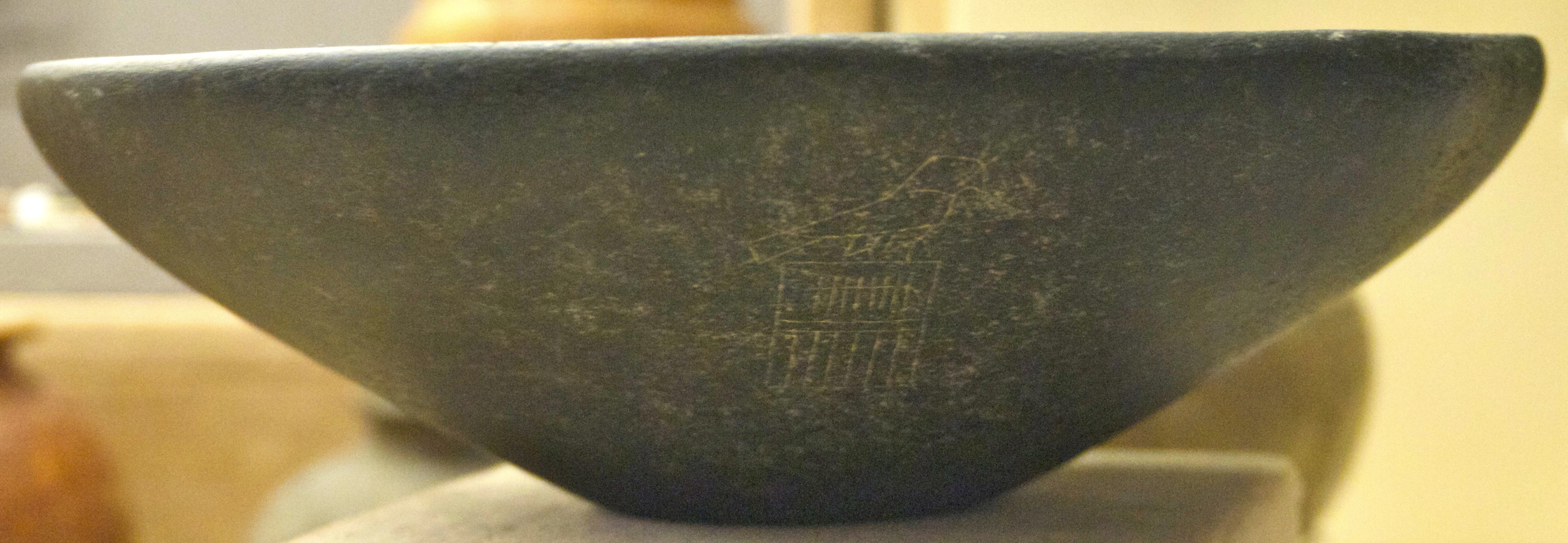
Vasul de piatra inscriptionat  al faraonului Djer
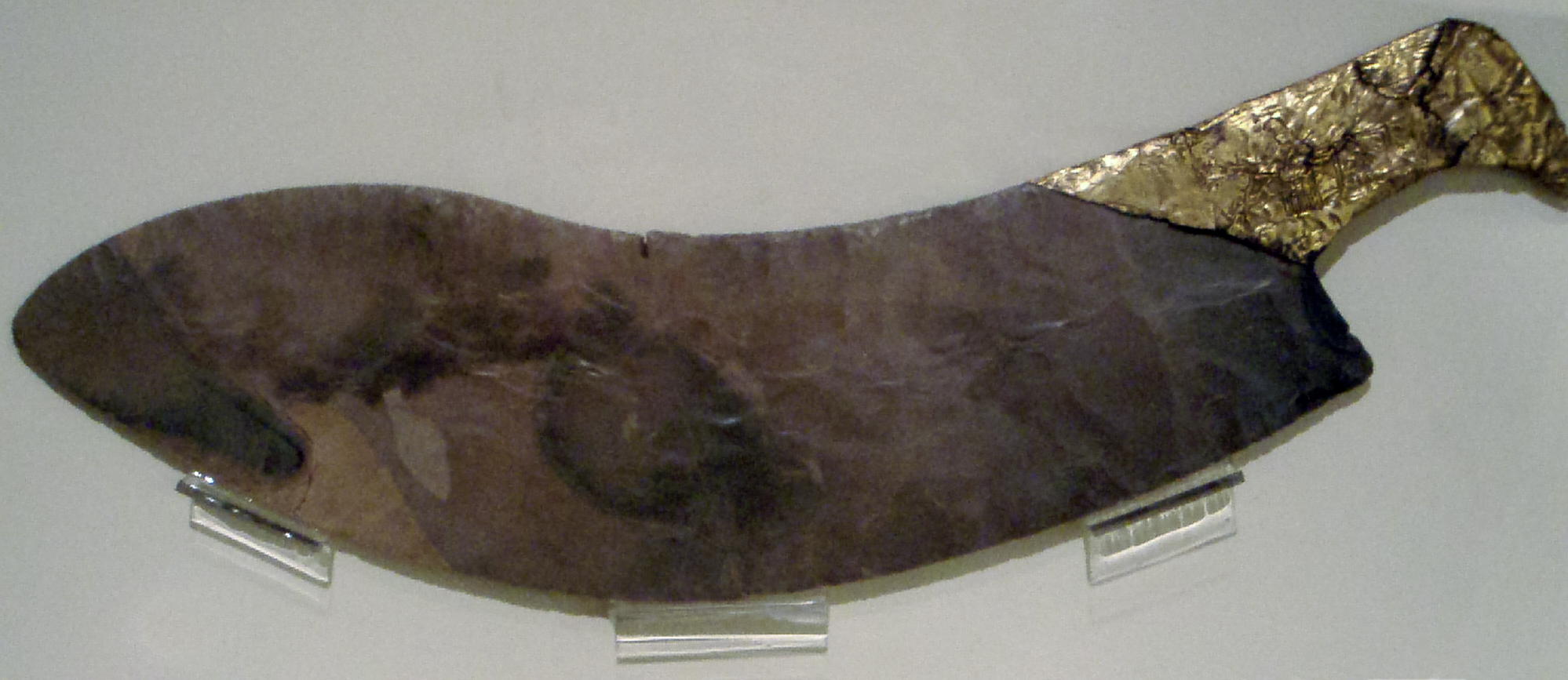
Cutit ceremonial al faraonului Djer
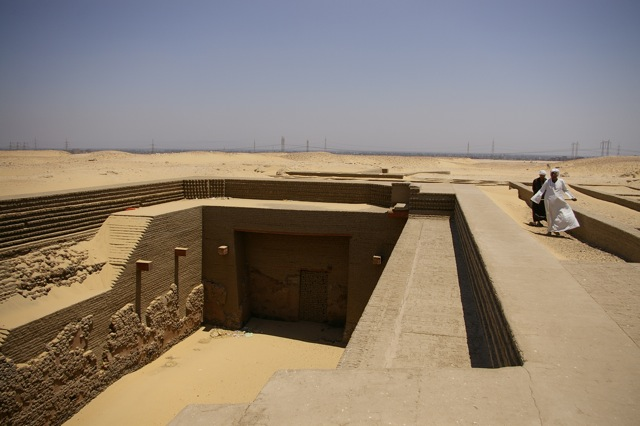
Mormantul lui Den

- 3000 î.Hr.: agricultura a început să fie practicată în Africa de Nord
- 3000 î.Hr. - 2600 î.Hr.: perioada Harappana continuă în Valea Indusului
- C. 3000 î.Hr. : Epoca neolitică se încheie
- 3000 î.Hr.: Djer, al treilea faraon al Egiptului Unit
- 3000 î.Hr.: Caral, primul oraș din America, începe să fie construit.
- C. 3000 î.Hr.: Troia este fondată
- C. 3000 î.Hr.: Stonehenge începe să fie construit.
- 3000 î.Hr. - 2000 i.Hr.: Populația lumii : aproximativ 30 de milioane
- C. 3000 î.Hr.: civilizația Epidamnosului începe
- C. 3000 î.Hr.: civilizația cicladică în Marea Egee
- C. 3000 î.Hr.: civilizația minoică
- C. 3000 î.Hr.: perioada Helladicului
- C. 3000 î.Hr.:  civilizația  Norte Chico în nordul Peru
- C. 3000 î.Hr.: fosile Angono sunt sculptate în Filipine.
- C. 3000 î.Hr.: Epoca bronzului în Marea Egee
- C. 3000 î.Hr.: Perioada Jomon în Japonia.
- C. 2955 î.Hr.: Faraonul Djer  moare
- C. 2920 î.Hr.: Djet, al patrulea faraon
- 2900 î.e.n.: Începutul perioadei dinastice timpurii în Mesopotamia.

## Invenții, descoperiri
- extinderea culturii viței de vie la Marea Neagră și India antică
- apeducte în India antică și Egiptul antic
- Orientul Apropiat: cuțitul (un fel de pumnal)
- secera în Sumer
- alfabetul în Fenicia
- apariția orașului: zidurile Ierihonului, zidurile fortificate se răspândesc în Mesopotamia
- construcții din cărămizi uscate
- Egipt: domesticirea vacii, porcului, oii, gâștii;  cultura cerealelor (grâu, orz, mei) și leguminoaselor (linte (plantă), mazăre, ceapă, năut);  dezvoltarea sapei și a plugului;  arboricultura: rodia, smochinul, jojoba;  prelucrarea aurului, argintului, plumbului;** unelte din cupru
- roata olarului în Grecia antică, India antică
- lumânarea în Egipt[1]
- cerneala în China antică[2]
- schiurile în Scandinavia[3]

## Personalități

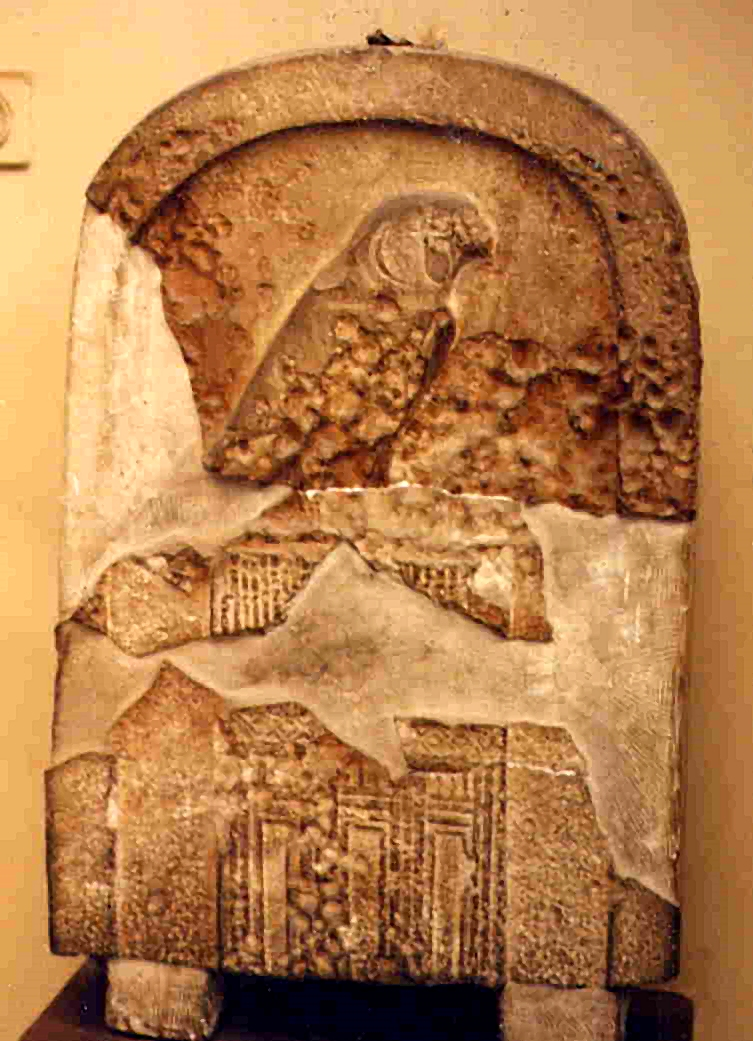
Faraonul Djer, cel de-al treilea faraon al primei dinastii
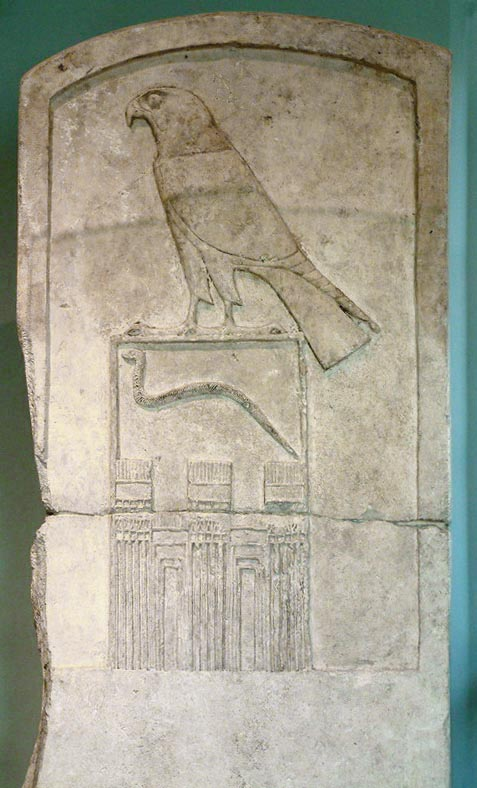
Faraonul Djet, cel de-al patrulea faraon al primei dinastii
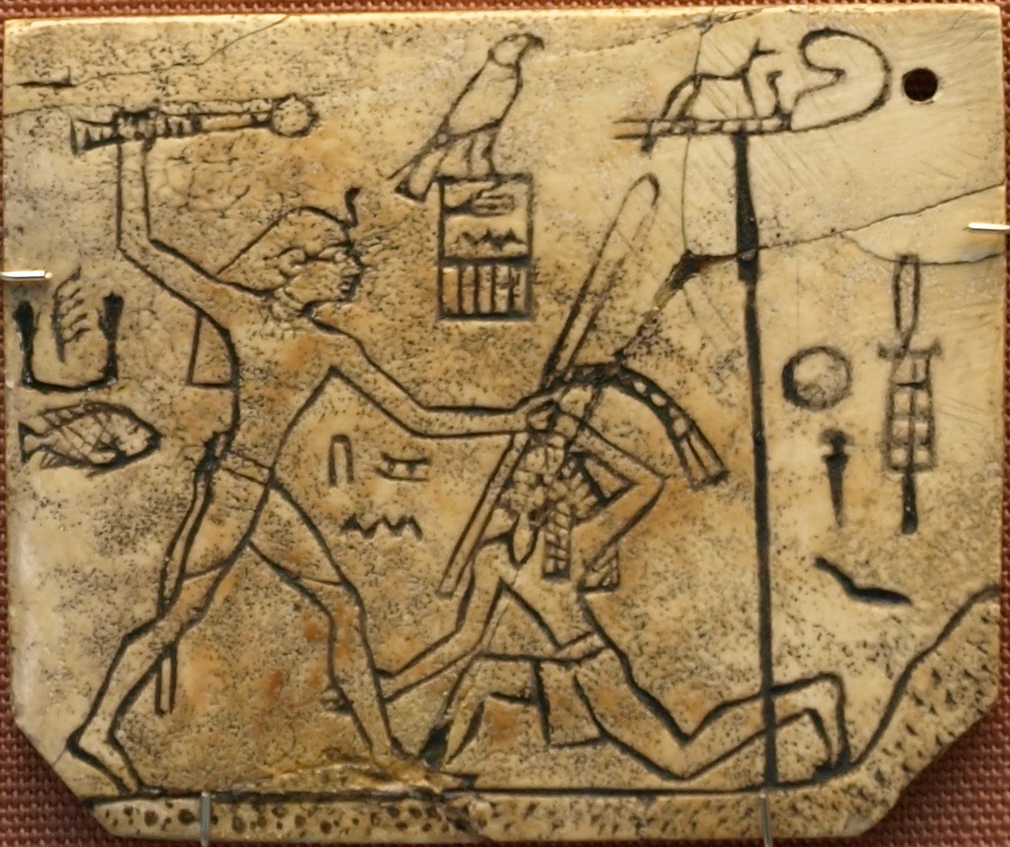
Faraonul Den, cel care a adus inovatii
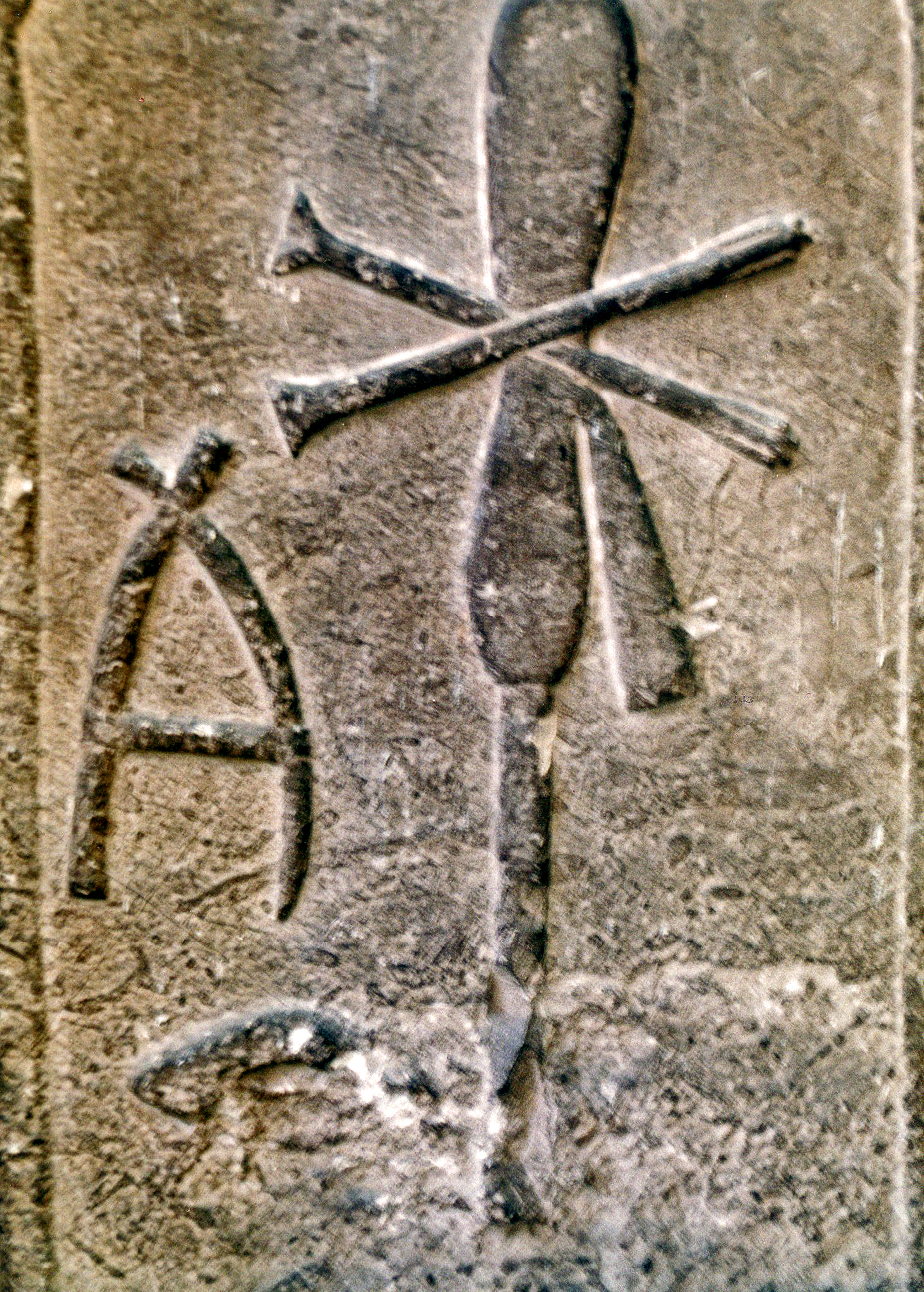
Faraonul Merneith-regina-regent al Egiptului
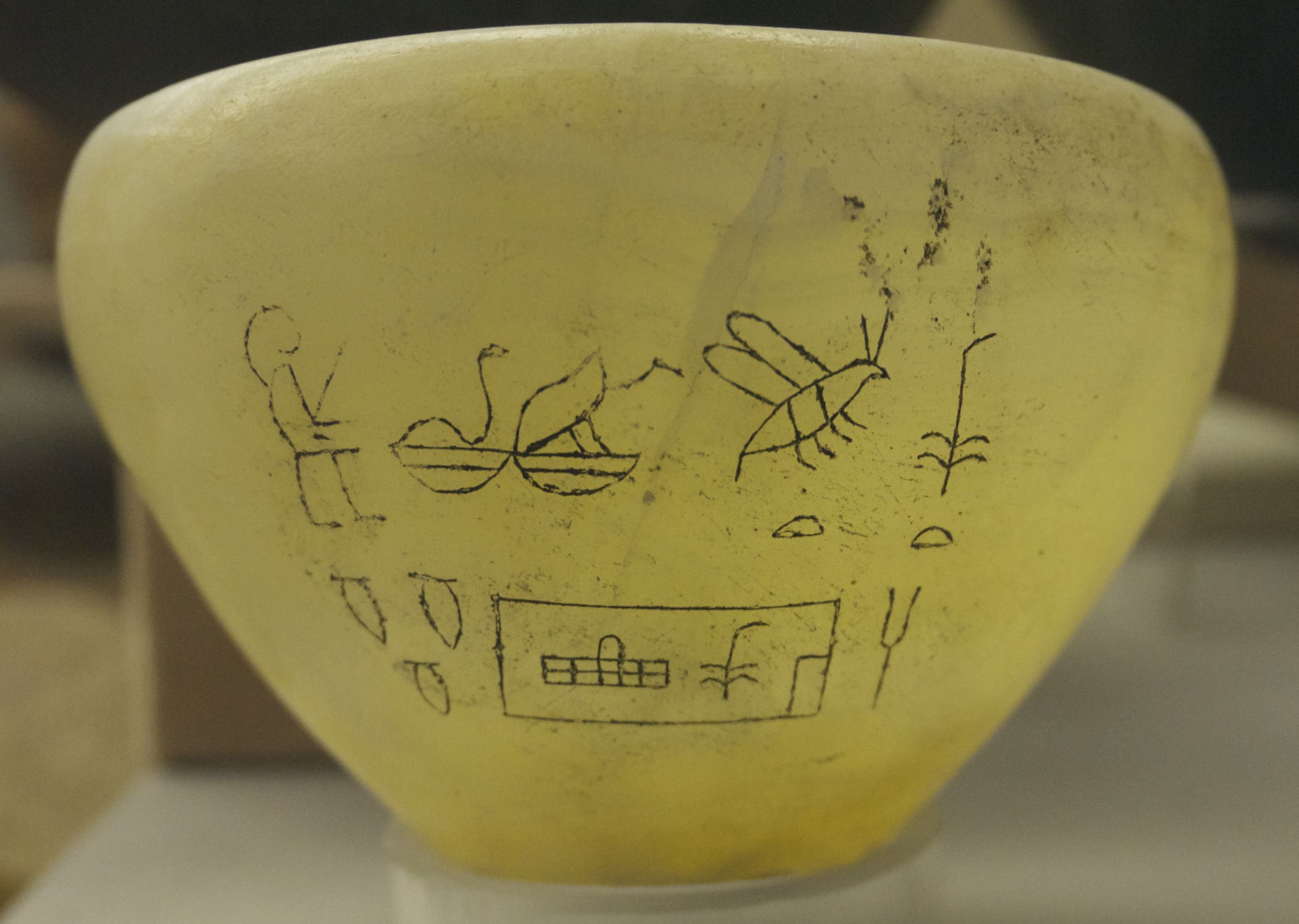
Faraonul Semerkhet
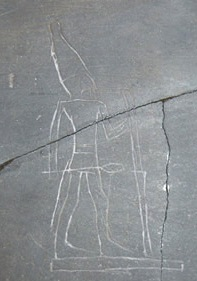
Faraonul Anedjib